# Simfonia núm. 2 (Rangström)
La Simfonia núm. 2, també coneguda pel títol alternatiu Mitt land (La meva terra), en re menor, és una obra orquestral del compositor suec Ture Rangström, estrenada el 29 de novembre de 1919 interpretada per l'Orquestra de la Societat de Concerts d'Estocolm. No va ser fins al 14 de gener de 1920 que Wilhelm Stenhammar i l'Orquestra Simfònica de Göteborg —a qui l'obra estava dedicada— la van interpretar per primera vegada. Té una durada aproximada de 38 minuts.

## Estructura
L'obra està dividida en tres moviments:
- Sagan: Allegretto grave e fantastico
- Skogen, vågen, sommarnatten: Andante e scherzo all'improvisazione
- Drömmen: Allegro energico e maestoso

## Història
Rangström va concebre la seva Simfonia núm. 2 inspirat per Stenhammar, després de coincidir amb ell a Estocolm l'octubre de 1918. Tot i no haver-la escrit immediatament, ja tenia clara l'estructura i els motius principals de l'obra. Molt més tard, el compositor va explicar que "va ser escrita com una declaració musical d'amor al país de Suècia, amb la seva llargada incomprensible, i com un protesta contra la feblesa dels seus habitants encongits. Però l'amor era el més fort!"
La Simfonia núm. 2 de Rangström, titulada El meu país, és la seva més llarga però també una de les menys interpretades, probablement pel seu títol, que pot evocar un nacionalisme malentès. No és una obra programàtica, sinó una evocació lírica del paisatge i l'esperit suec, amb moviments que suggereixen atmosferes com contes de fades, boscos i somnis. Rangström hi expressa un amor profund per la naturalesa sueca a través d'una música intensament melòdica i emotiva.
Va ser composta entre els anys 1918 i 1919, i reflecteix una estètica marcada pel nacionalisme musical escandinau i el simbolisme propi de l'època. La simfonia es va publicar l'any 1922.

## Estil
Aquesta obra es caracteritza per un estil expressiu del primer terç del segle xx, amb elements lírics, dramàtics i evocadors del paisatge natural i emocional suec. Presenta influències de la tradició tardoromàntica i del simbolisme musical, amb una orquestració rica i una estructura formal lliure.